# Greg Jones (Tennisspieler)
Greg Jones (* 31. Januar 1989 in Sydney, New South Wales) ist ein ehemaliger australischer Tennisspieler.

## Karriere
Jones konnte auf ITF Junior Tour große Erfolge verbuchen. 2007 stand er im Finale der French Open. Anschließend erreichte er das Halbfinale von Wimbledon, woraufhin er Platz 4 im Junior-Ranking einnahm.
Greg Jones spielte bei den Profis hauptsächlich auf der ATP Challenger Tour und der ITF Future Tour, gelegentlich aber auch auf der ATP Tour.
E gewann drei Einzel- und vier Doppeltitel auf der Future Tour. Auf der höher dotierten Challenger Tour stand er fünfmal in einem Einzelfinale (2007 und 2010 bis 2013), konnte jedoch keines davon gewinnen. Auf der höchsten Turnierebene gab er im Januar 2007 in der Doppelkonkurrenz der Australian Open dank einer Wildcard sein Debüt. An der Seite von Brydan Klein spielte er in der ersten Runde gegen das Duo Ashley Fisher und Tripp Phillips und verlor deutlich in zwei Sätzen mit 4:6 und 0:6. In der Einzelkonkurrenz kam er erst 2012 zu seinem einzigen Grand-Slam-Einsatz. In Sydney erhielt er 2008 von der Turnierleitung ebenfalls eine Wildcard und unterlag in der ersten Runde dem Argentinier Agustín Calleri. Bei sechs ATP-Tour-Teilnahmen kam er im Einzel nur 2013 in Auckland zu einem Sieg, als er die Nummer 29 der Welt Jürgen Melzer besiegte. Gemessen an der Weltranglistenposition war das sein größter Erfolg. Seine beste Platzierung im Einzel erreichte er am 26. April 2010 mit Position 179 der Tennisweltrangliste, im Doppel stand er November desselben Jahres auf Platz 216. Einzig die Saison 2011 schloss er innerhalb der Top 200 der Einzelrangliste ab. Bei den Commonwealth Games 2010 gewann er die Silbermedaille im Herreneinzel.
Von 2014 bis zu seinem Karriereende 2017 schaffte Jones es nicht mehr unter die Top 500. Bei einem Challenger im Oktober 2017 war er das letzte Mal aktiv.